# Bernt Evensen
Bernt Evensen, né le 8 avril 1905 à Christiania et mort 24 août 1979, est un patineur de vitesse et coureur cycliste norvégien.

## Biographie
En 1927 il réalise le doublé Championnats du monde-championnats d'Europe toutes épreuves.
Lors des Jeux olympiques d'hiver de 1928 il devient le premier patineur de vitesse norvégien à être sacré champion olympique. Il termine premier ex æquo du 500 m. Lors de ces Jeux olympiques il remporte deux autres médailles : l'argent sur le 1 500 m et le bronze sur 5 000 m.
Lors des Jeux olympiques d'hiver de 1932 il remporte la médaille d'argent sur le 500 m. Deux ans plus tard, il redevient champion du monde toutes épreuves.
Il fut également onze fois champion de Norvège en cyclisme sur piste. En 1928, il reçoit le prix Egebergs (Egebergs Ærespris) pour ses performances en patinage et en cyclisme. Après la Seconde Guerre mondiale il fut entraîneur au Oslo Skøiteklub (OSK).

## Palmarès
| Compétitions                            | Médaille d'or       | Médaille d'argent           | Médaille de bronze |
| Jeux olympiques                         | 1928 (500 m)        | 1928 (1,500 m) 1932 (500 m) | 1928 (5,000 m)     |
| Championnats du monde toutes épreuves   | 1927 1934           | 1931                        | 1926 1928 1932     |
| Championnats d'Europe toutes épreuves   | 1927                | 1928 1935                   | –                  |
| Championnats de Norvège toutes épreuves | 1927 1928 1933 1935 | –                           | 1929               |